# Známosti z průjezdu
Známosti z průjezdu je povídka Jana Jindřicha Marka. Poprvé byla knižně publikována v roce 1838 a pojednává především o tehdejší společnosti, zvycích a obyčejích a ukazuje dobové problémy, jako byly nemoci, chudoba nebo závislosti. Vypráví o mládenci, který se vrací ve velkém lijáku z práce domů a rozhodne se před deštěm ukrýt spolu s dalšími lidmi v průjezdu. Náhody, které se v tomto momentu začnou dít, ovlivní nejen jeho budoucnost, ale i osudy všech účastníků. Mnoho prostoru je věnováno popisu odlišností mezi lidmi. Šedesátistránková povídka patří do autorovy pozdější tvorby a byla vydána celkem čtyřikrát, a to v letech 1838, 1841, 1845 a 1906.

## Obsah
Děj této povídky se odehrává v autorově současnosti, tedy v polovině devatenáctého století. Hlavní postavou je zde mladík, který není jmenován, je pouze řečeno, že pracuje v kanceláři a je na to dostatečně hrdý. Děj začíná úvahou mladíka o svém strýci, který měl velmi jednoznačný názor na ženy a na manželství. Tvrdí, že muž se má do ženění nejvíce tehdy, pokud nemá finance na chod domácnosti a na uživení rodiny a že oženit se může jenom hlupák.

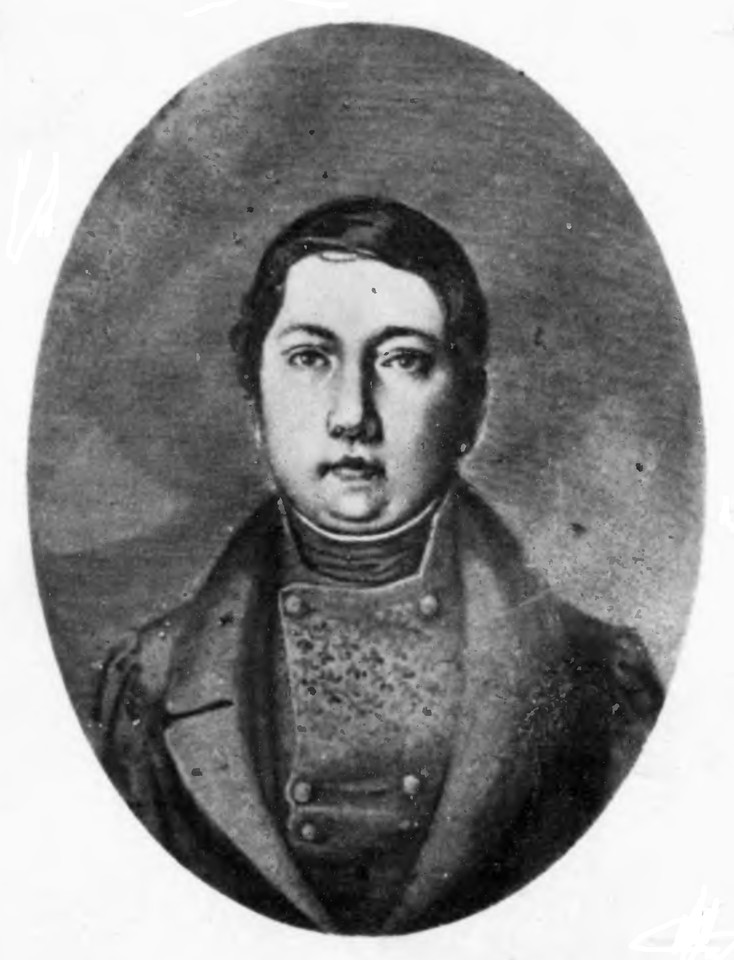
Jan Jindřich Marek, autor povídky

Při cestě domů z práce se rozprší, a tak je nucen schovat se pod průjezdem. Zde potkává další osoby, které se zde taktéž schovávají před deštěm. Mezi nimi je i chudá dívka, která se mladíkovi líbí, ale nedává to nijak najevo, kvůli vzpomínce na strýce. Zakrátko se s ním dává do řeči jeden starší muž, kterému se jí zželí a půjčí mladíkovi drahý deštník s prosbou, aby ji doprovodil domů. Mladému muži se nejprve nechce, ovšem poté souhlasí.
Vydají se tedy na cestu na Kozí plácek, kde slečna bydlí. Vezme ho dovnitř kvůli strachu z muže, který ji neustále pronásleduje. Zde mladík poznává její slepou a smrtelně nemocnou matku a poté i jejího permanentně opilého otce. Poté se vydává zpět k domovu přes průjezd, kde chce starému muži vrátit zapůjčený deštník, ovšem ten už zde nečeká. Jde se tedy domů vyspat. Ani druhý den ho ovšem nepřejdou myšlenky na slečnu, a tak se vydá do divadla. Jelikož ho to nebaví, odchází raději do kavárny. Tam ale nedorazí, jelikož si všimne u okna sedět otce mladé Aurelie s mužem, který ji pronásleduje a vyslechne si jejich rozhovor. Dozvídá se, že otec chce její dát Aurelii tomuto muži. Hlavnímu hrdinovi je Aurelie líto a jde jí informovat domů o tom, co se na ni chystá. Když se odtud vrací, nachází inzerát od starého muže, který žádá vrátit zapůjčený deštník. Rozhodne se tedy, že se za ním hned staví a poví mu, co ho trápí. Muž je velice šťasten, že se deštník našel a rozhodne se, že půjde za Aurélií s ním.
Po příchodu starý pán vidí, jaká je situace a v nemocné matce poznává svou dávnou lásku. Zjišťuje, že mladičká Aurelie je jeho dcera. Domluví se, že Aurelie pojede na svatbu za jeho bohatou sestrou. Slepá maminka poté umírá. Mladík z toho všeho je velice nešťasten, jelikož chová k Aurelii veliké sympatie a ji teď zajímá jen skutečný otec. Jedou tedy všichni k sestře starého muže, jejíž dcera má mít svatbu. Po svatbě se koná ples, kam přivádí otec Aurelii. Napadá ho, že i ona by se mohla vdát a ať si tedy vybere nějakého nápadníka. Provádí ji po sále a navrhuje ji jednotlivé muže, které ona všechny odmítá. Hlavní hrdina je velice překvapen, jelikož si Aurelie vybírá jeho. Tento den se stal pro tuto rodinu velmi významným, jelikož se starému muži vdala v jeden den dcera i neteř. Mladík tak zjišťuje, že názor jeho strýce o svatbě je mylný, jelikož je s Aurélií velice šťasten.

## Vliv a interpretace
Michal Charypar si povšiml vlivu, který na Známosti z průjezdu měly prózy Karla Hynka Máchy a Karla Sabiny, zpracovávající téma „latentní ženské promiskuity“. Máchova Marinka se stala zdrojem základního rozvržení postav, byť s jistými posuny (místo nemocné dívky nemocná matka, místo zlé macechy postava alkoholického otce). Ze Sabinovy Adély převzal Marek osobu vypravěče v podobě nesmělého mladíka a patrně i postavu svůdce.
Kritický byl vůči stylu Známostí z průjezdu Markův současník Josef Kajetán Tyl. Negativně hodnotil nepřirozené dialogy, „kteréž jen gramatikář napsati může“, místo nich žádal mluvu přirozenou, bez starobylé slovní zásoby, složitých větných konstrukcí, patosu a purismu.